# مدافع عن العامة

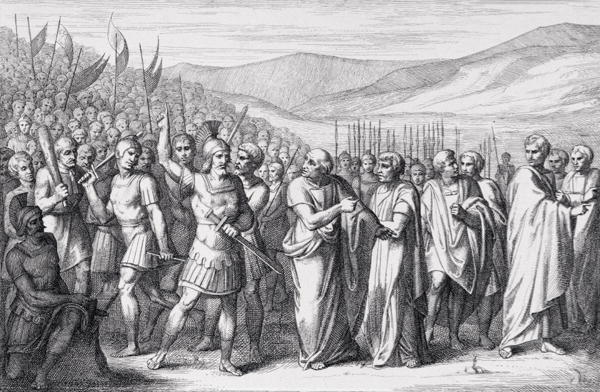

المدافع عن العامة (باللاتينية: Tribune of the plebs) أو منبر العامة أو صوت العامة وهو منصب في مجلس الشيوخ الروماني فتح لطبقة العامة لشغله. كان لهذا المنصب سلطات واسعة سمح بترأس مجلس العامة وسمح أيضاً برفع حق الفيتو ضد قرارات القناصلة والمشرعين والقضاة، بما يخدم اهتمامات طبقة العامة. كانوا أيضاً يتمتعون بحماية كبيرة، فأي شخص يتحرش بصاحب منصب يتم الحكم عليه بالإعدام. في عصر الإمبراطورية أصبح هذا المنصب خاص بالإمبراطور، وخسر هذا المنصب اهميته.